# Bourul în heraldica europeană

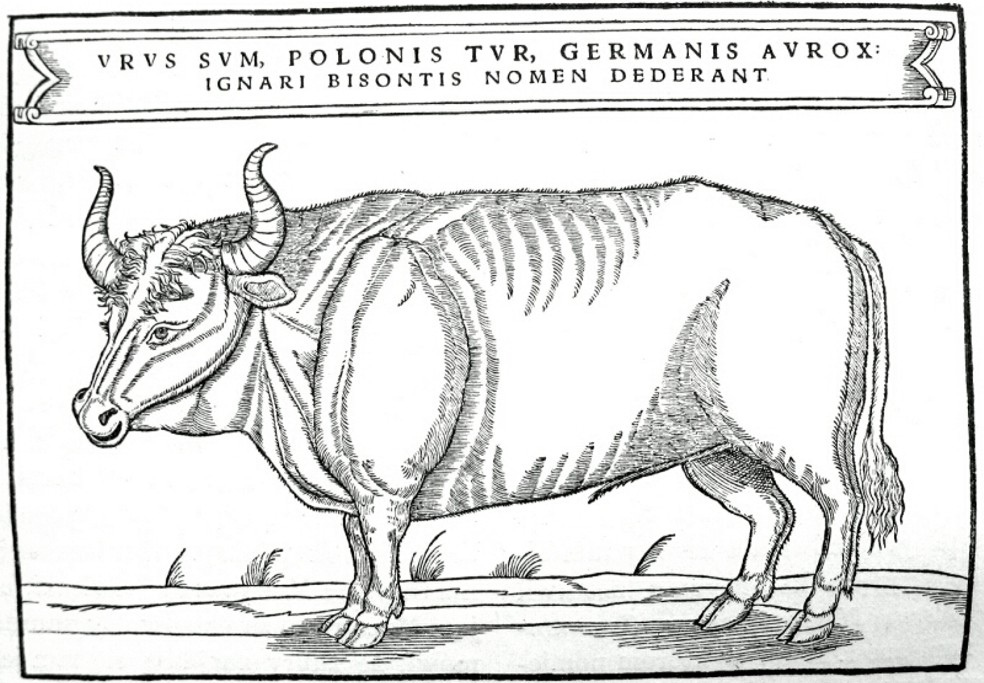
Bos primigenius conform unui desen realizat de Sigismund von Herberstein în 1556.

Bourul (Bos primigenius), deși este astăzi o specie bovină dispărută, este cunoscut mai ales ca figurând proeminent pe stema Moldovei medievale. Mai apoi, el e prezent ca simbol heraldic pe însemnele statale ale Moldovei în epoca modernă și, după unirea acestei provincii cu Muntenia (Valahia) la 1859, el ocupă una din jumătățile stemei Principatelor Unite Române (care aveau să devină în scurt timp Regatul României), cealaltă jumătate revenind pajurei valahe. 
Bourul nu e de inspirație strict moldavă, ci provine în ultimă instanță din Maramureșul medieval. Stema de azi a județului Maramureș încorporeză bourul. Întemeierea Moldovei medievale se datoreaza voievozilor maramureșeni care mai apoi, au colonizat "Țara de sus" a Moldovei constituind, dinastia fondatoare a acesteia, respectiv dinastia Mușatinilor. Bourul a figurat pe heraldica personală a căpeteniilor române maramureșene Sas, Dragoș și Bogdan care mai apoi le-au transferat pe stema noilor lor domenii statale moldave. Potrivit lui Nicolae Iorga bourul maramureșean (și mai apoi moldav) provine în realitate din Lituania, de unde a originat soția lui Lațcu, fiul si succesorul lui Bogdan.
Habitatul tradițional sau teritoriile bourilor, respectiv a zimbrilor sau a bizonilor, se întindeau la nord de Bucovina și Maramureș înspre Pocuția, Podolia, Podlasia (sau vechea Podlahie leșească), Polesia, Mazuria si vechea Prusie (sau Borusia) înspre Baltica, Cașubia, Pomerania si in fine Mecklenburg-ul baltic german. O abundență de tauri, bouri, zimbri etc. apar insistent în heraldica multora din aceste teritorii acoperite cândva de păduri dese, mlaștini și turbării: teritoriu și biotop ideal pentru aceste vietăți care aidoma bivolilor au obiceiul de a se îmbăia în noroi, nămol.
Bourul apare inserat pe fundal coloristic roșu, această culoare fiind asociată cu Moldova.

## Steme

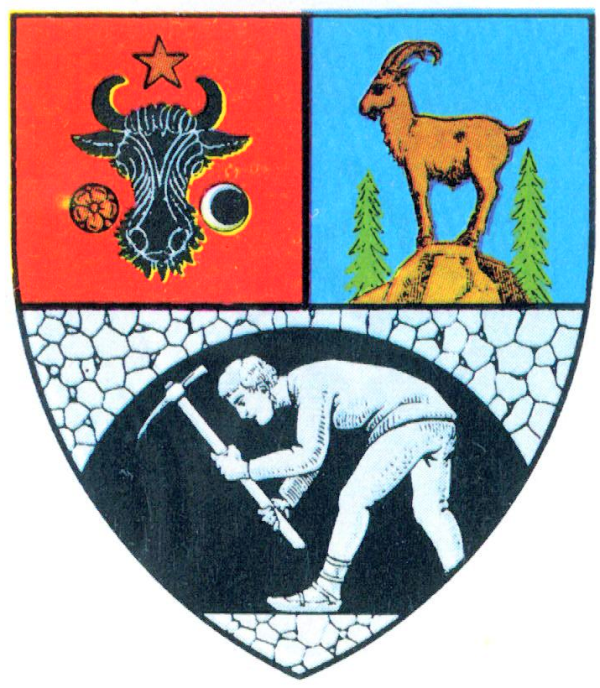
Stemă interbelică a judeţului Maramureş
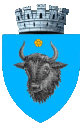
Stema asezarii Sighetul Marmatiei, capitala istorica a Maramureşului
Cap de bour pe stema Basarabiei aflată sub administraţie ţaristă
Stema regiunii Sokółka din Podlasia pe care figurează un zimbru
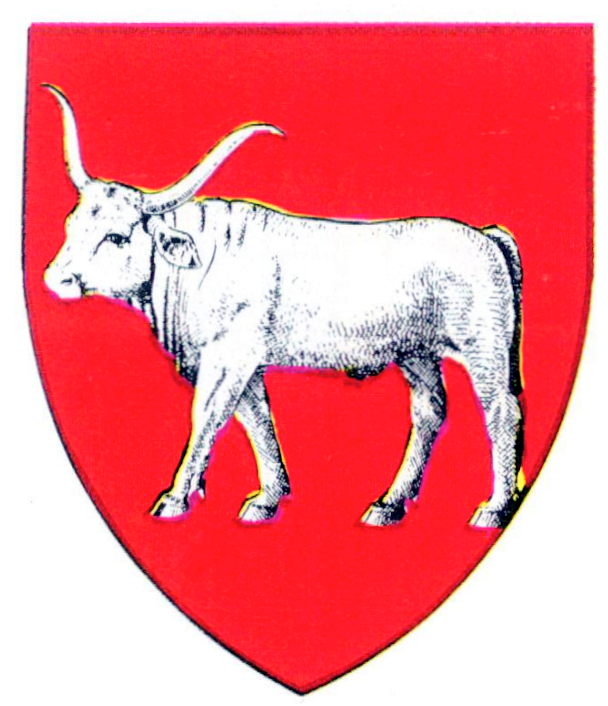
Stema judetului Fălciu cu reşedinţa la Huşi
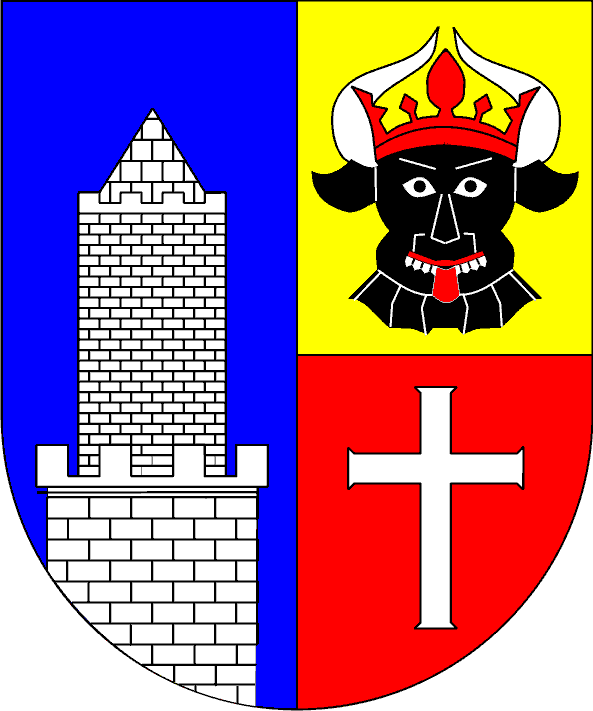
Taur, simbol al provinciei baltice Mecklenburg-Streitz
Moldova medievală
Ducatul Bucovinei sub coroana austriacă
Zimbru pe stema asezarii Knyszyn tot din Podlachia, cândva parte a Ducatului Lituaniei
Un cap de taur străpuns de o sabie şi o lance pe stema asezarii Sejny din Podlachia, teritoriu locuit în evul mediu de Yotvingiani
Bielsk Podlaski
Dynów, în Carpaţii polonezi
Żywiec, populat de gorali
Wołów, în Silezia
Tycocin în Podlachia, fost centru al evreilor vorbitori de idiş
Trzcianka, în Pomerania poloneză
Turek, fost oraş prusac, azi în Polonia
Wielichowo
Provincia Grodno în Belarus
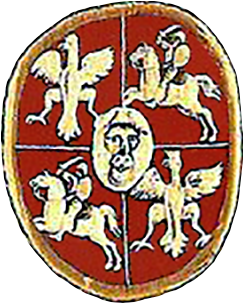
Blazonul regelui polon Stanislaw I
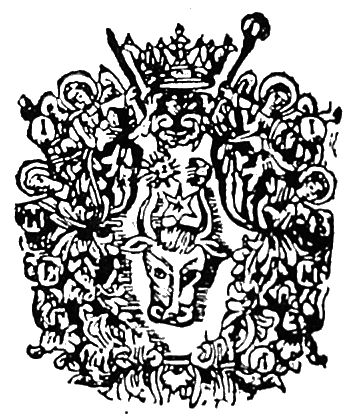
Blazon baroc al Moldovei in sec. al XVII-lea
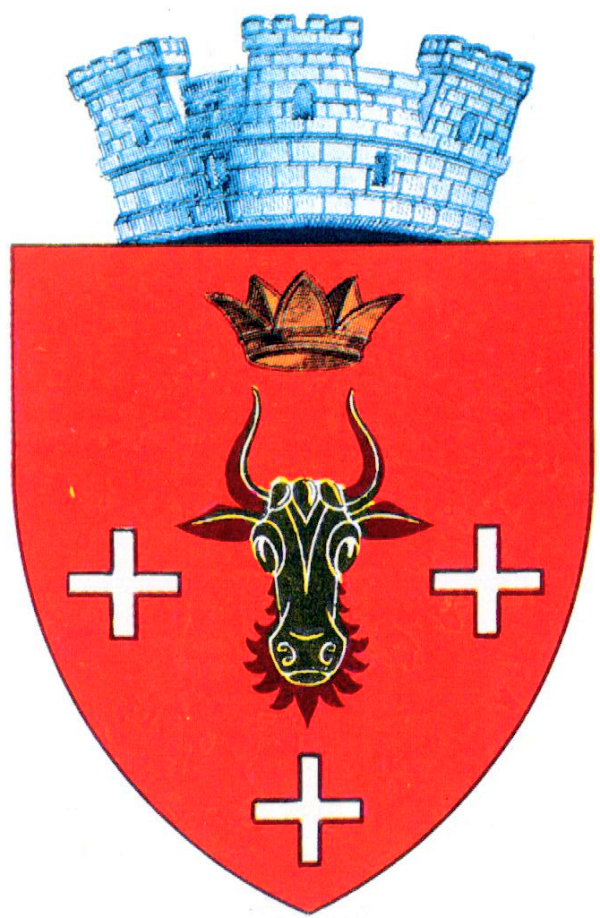
Stema asezarii sucevene Siret, fosta cetate de scaun a Moldovei medievale
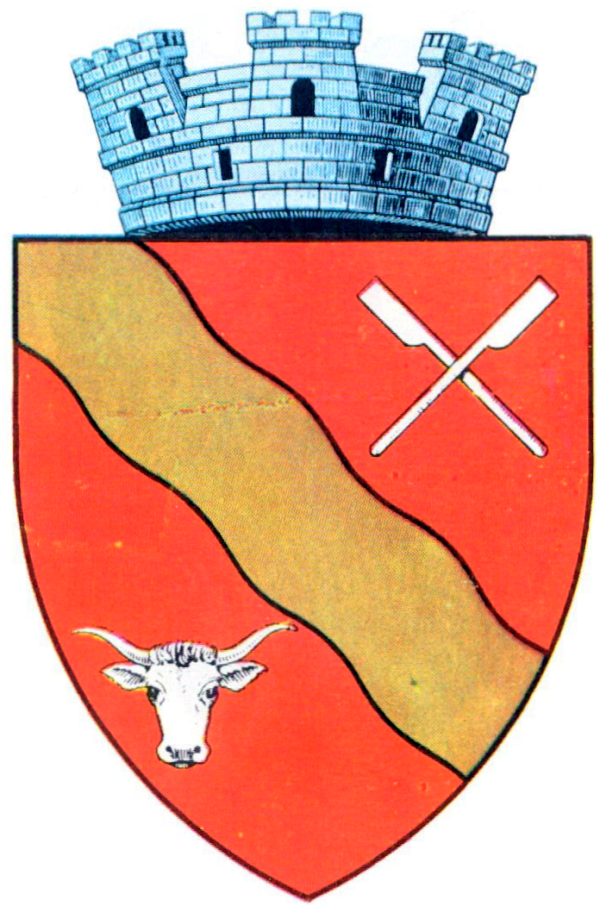
Vatra Dornei
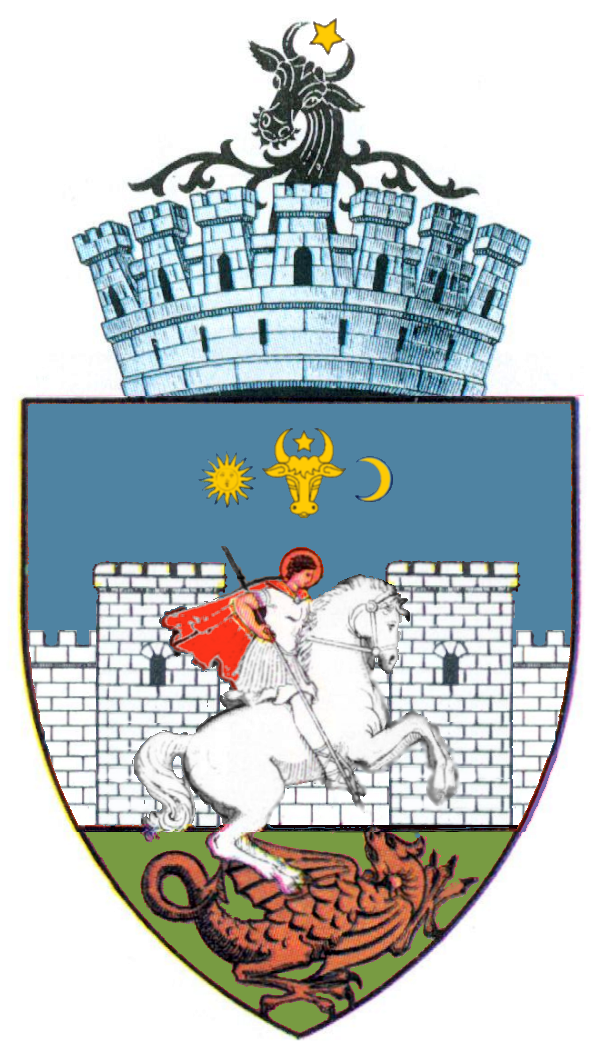
Suceava
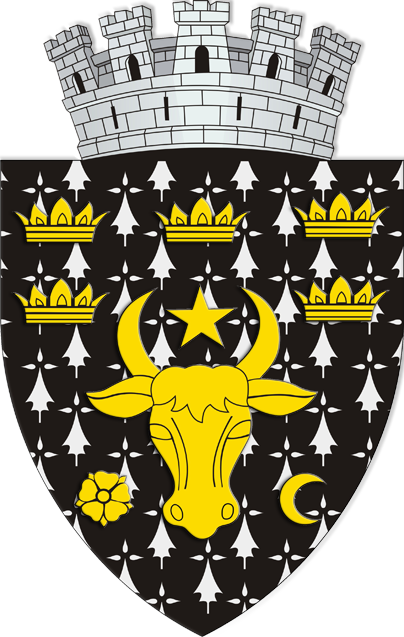
Rădăuţi
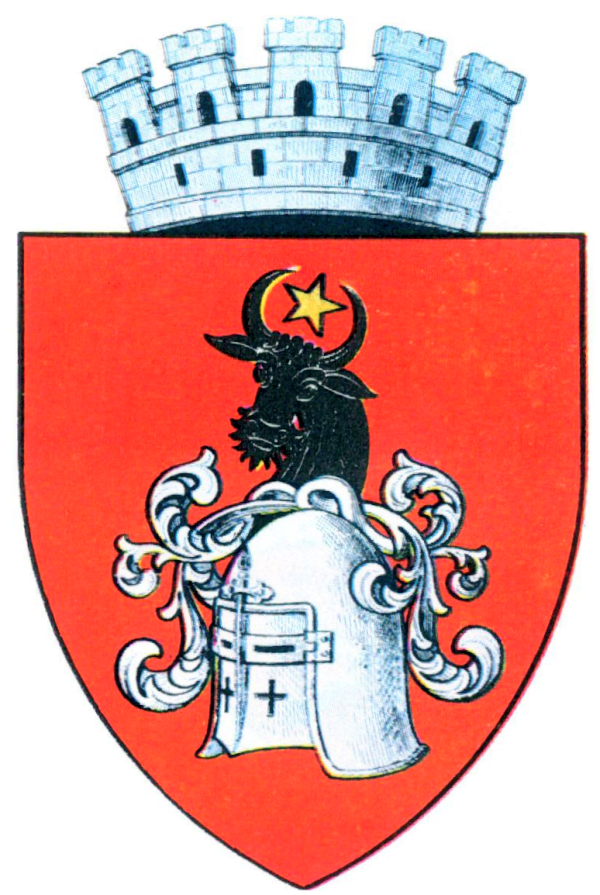
Rădăuţi - heraldică interbelică
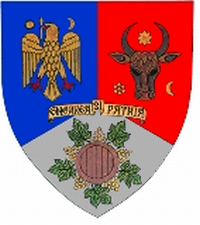
Judetul Vrancea - heraldică interbelică
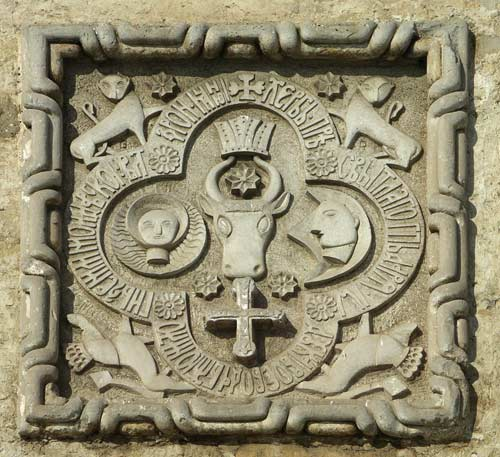
Bour pe zidurile Mănăstirii Cetăţuia din Iaşi
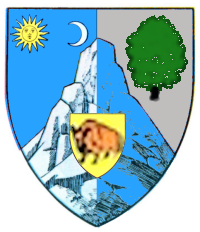
Județul Bacău (stemă până în 27 august 2008)
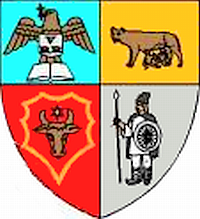
Judeţul Bistrita Nasaud